# Referéndum de Ecuador de 1995
El Referéndum de Ecuador de 1995, más conocida como Consulta Popular 1995, fue impulsado por el gobierno de Sixto Durán Ballén.

## Fecha
La Consulta Popular 1995 se realizó el 26 de noviembre de 1995.

## Preguntas
Las preguntas de la consulta popular  fueron:
- Pregunta 1

1. Descentralización. ¿Debería incorporarse a la Constitución
Política una disposición que diga?: "El Estado transferirá
progresivamente competencias y recursos a los organismos
seccionales, preferentemente en los sectores de educación,
salud, vivienda, vialidad y saneamiento ambiental, a fin de
garantizar una efectiva descentralización administrativa y
financiera". SI-NO.
- Pregunta 2

2. Derecho a escoger el régimen de seguridad social. ¿Debería
incorporarse a la Constitución Política una disposición que
diga?: "Toda persona tiene el derecho a escoger libre y
voluntariamente que tanto el régimen de seguridad social, como
sus prestaciones y servicios estén a cargo del Instituto
Ecuatoriano de Seguridad Social o de otra institución pública
o privada. El sistema de seguridad social se fundará en los
principios de solidaridad y libre competencia". SI-NO.
- Pregunta 3

3. Distribución equitativa de recursos. ¿Debería incorporarse
a la Constitución Política una disposición que diga?: "El
presupuesto General del Estado se elaborará y ejecutará por
provincias, tomando en consideración las prioridades de orden
nacional, la población y necesidades de desarrollo de cada
provincia, con atención preferente a las áreas de educación,
salud, vialidad, vivienda, saneamiento ambiental y seguridad
interna". SI-NO.
- Pregunta 4

4. Prohibición de paralizar los servicios públicos. ¿Debería incorporarse a
la Constitución Política una disposición que diga?:
"Prohíbese, aun en el caso de huelga, la paralización de los
servicios de salud, educación, transportes, agua potable,
energía eléctrica, combustibles, telecomunicaciones y de la
administración de justicia. La violación de este precepto será
considerada como una infracción penal y se sancionará de
conformidad con la ley". SI-NO.
- Pregunta 5

5. Disolución constitucional del Congreso Nacional. ¿Debería
incorporarse a la Constitución Política, para que pueda ser
aplicada a partir del 10 de agosto de 1996, una disposición
que diga?: "El presidente de la República podrá, por una sola
vez durante su mandato constitucional, disolver el Congreso
Nacional y convocar simultáneamente a elecciones anticipadas
de diputados que deberán realizarse dentro de los 60 días
posteriores a la disolución. El ejercicio de esta atribución
no otorgará al presidente de la República las facultades que
corresponden al Congreso Nacional, el que, de conformidad con
la Ley, designará una comisión legislativa que funcionará
hasta la elección del nuevo Congreso. Los diputados que sean
electos permanecerán en funciones durante el tiempo que le
reste al presidente de la República para concluir su mandato
presidencial". SI-NO.
- Pregunta 6

6. Elecciones distritales y uninominales período legislativo
de cuatro años. ¿Debería incorporarse a la Constitución
Política, para que pueda ser aplicada a partir del 10 de
agosto de 1996, una disposición que diga?: "El Congreso
Nacional estará integrado por diputados que serán elegidos
uninominalmente en cada distrito electoral. La Ley establecerá
en cada provincia los distritos electorales y su base
poblacional. No obstante lo anterior, cada provincia elegirá
al menos dos diputados distritales, excepto aquellas que
tengan menos de 100 mil habitantes que elegirán solamente uno.
Los diputados serán elegidos por mayoría absoluta de votos,
durarán cuatro años en funciones y podrán ser reelegidos".
SI-NO.
- Pregunta 7

7. Elección del presidente del H. Congreso Nacional cada dos
años. ¿Debería incorporarse a la Constitución Política una
disposición que diga?: "El presidente y vicepresidente del
Congreso Nacional se elegirán en votación secreta y por
mayoría absoluta de sus miembros; durarán dos años en sus
funciones". SI-NO.
- Pregunta 8

8. Función Judicial. Incluye varios textos constitucionales
referidos al Consejo Nacional de la Judicatura y otros
aspectos relacionados con la reestructuración de esa función.
SI-NO.
- Pregunta 9

9. Eliminación de privilegios en el sector público, con los
correspondientes textos constitucionales. SI-NO.
- Pregunta 10

10. Creación del Tribunal Constitucional en reemplazo del
Tribunal de Garantías Constitucionales y de la sala de lo
constitucional de la Corte Suprema de Justicia. SI-NO.
- Pregunta 11

10. Tribunal Constitucional. Se eliminará el inciso tercero del Art.101 y se sustituirá la sección II del título I de la tercera parte de la constitución política.

## Resultados
Los resultados en general fueron negativos, ninguna pregunta fue aprobada, el 60% se pronunció por el No. En particular  por cargos de malversación de fondos durante la vicepresidencia de Alberto Dahik.
Los  resultados finales de la Consulta Popular y Referéndum proclamados por el TSE fueron:
| Preguntas   | Sí        | Sí         | No        | No         | Blancos | Blancos    | Nulos   | Nulos      |
| Preguntas   | Votos     | Porcentaje | Votos     | Porcentaje | Votos   | Porcentaje | Votos   | Porcentaje |
| ----------- | --------- | ---------- | --------- | ---------- | ------- | ---------- | ------- | ---------- |
| Pregunta 1  | 1.322.174 | 34.27%     | 1.647.031 | 42.69%     | 357.376 | 9.26%      | 531.009 | 13.76%     |
| Pregunta 2  | 1.200.491 | 31.11%     | 1.824.636 | 47.29%     | 398.853 | 10.33%     | 433.792 | 11.24%     |
| Pregunta 3  | 1.338.275 | 34.69%     | 1.639.455 | 42.50%     | 393.853 | 11.21%     | 485.792 | 12.59%     |
| Pregunta 4  | 1.184.321 | 30.71%     | 1.799.785 | 46.66%     | 377.010 | 9.77%      | 495.318 | 12.84%     |
| Pregunta 5  | 1.131.996 | 29.35%     | 1.882.934 | 48.82%     | 365.085 | 9.46%      | 476.215 | 12.34%     |
| Pregunta 6  | 1.214.455 | 31.47%     | 1.825.840 | 47.32%     | 412.716 | 10.69%     | 405.459 | 10.50%     |
| Pregunta 7  | 1.307.070 | 33.86%     | 1.720.461 | 44.57%     | 413.680 | 10.71%     | 418.218 | 10.83%     |
| Pregunta 8  | 1.310.928 | 33.98%     | 1.698.087 | 44.01%     | 400.757 | 10.38%     | 447.781 | 11.60%     |
| Pregunta 9  | 1.186.018 | 30.76%     | 1.765.610 | 45.74%     | 425.695 | 11.02%     | 482.564 | 12.50%     |
| Pregunta 10 | 1.342.446 | 34.80%     | 1.712.452 | 44.39%     | 429.365 | 11.13%     | 373.137 | 9.67%      |
| Pregunta 11 | 1.176.319 | 30.48%     | 1.781.355 | 46.16%     | 458.718 | 11.88%     | 442.216 | 11.46%     |